# Меморіальна премія імені Теодора Стерджона
Меморіальна премія імені Теодора Стерджона (англ. Theodore Sturgeon Memorial Award) — щорічна премія, яку вручає Центр вивчення наукової фантастики Канзаського університету авторові найкращого науково-фантастичного твору малої форми (оповідання чи короткої повісті), опублікованого англійською мовою за попередній рік.
Це аналог Меморіальної премії імені Джона Кемпбелла, яка вручається цією ж організацією за найкращий науково-фантастичний роман. Премія названа на честь Теодора Стерджена (1918—1985), одного з провідних авторів «золотої епохи наукової фантастики» 1939—1950 років. Заснована у 1987 році його спадкоємцями та Джеймсом Ґанном, директором Центру на той час.

## Лауреати премії
- 1987 — Джудіт Моффетт «Ті, що вижили»
- 1988 — Пет Мерфі «Закохана Рашель»
- 1989 — Джордж Алек Еффінджер «Кошеня Шредінгера»
- 1990 — Майкл Свонвік «Край світу»
- 1991 — Террі Біссон «Ведмеді пізнають вогонь»
- 1992 — Джон Кессел «Баффало»
- 1993 — Ден Сіммонс «Цього року в клас зображення»
- 1994 — Кідж Джонсон «Лисяча магія»
- 1995 — Урсула Ле Гуїн «День прощення»
- 1996 — Джон Макдейд «Jigoku no Mokushiroku» (Символічне Одкровення Апокаліпсису)
- 1997 — Ненсі Кресс «Квіти в'язниці Ауліт»
- 1998 — Майкл Флінн «Будинок мрії»
- 1999 — Тед Чан «Історія твого життя»
- 2000 — Дейвід Марусек «Весільний альбом»
- 2001 — Єн Макдональд «Історія Тенделео»
- 2002 — Енді Дункан «Головний конструктор»
- 2003 — Луціус Шепард «За рису — і далі»
- 2004 — Кейдж Бейкер «Королева Марса»
- 2005 — Бредлі Дентон «Чип сержанта»
- 2006 — Паоло Бачигалупі «Спеціаліст по калоріях»
- 2007 — Роберт Чарльз Вілсон «Театр декартовій»
- 2008 — Дейвід Моулз «Фіністерре», Елізабет Бір «Tideline»
- 2009 — Джеймс Алан Гарднер
- 2010 — Джеймс Морроу
- 2011 — Джеффрі Лендіс «Султан та хмари»
- 2012 — Пол Мак-Оулі «Вибір»
- 2013 — Моллі Глосс «Метод Гріннелла»
- 2014 — Сера Пінскер, «З радістю, пізнаючи, Безодню»
- 2015 — Корі Докторов, «Людина, яка продала Місяць»є
- 2016 — Келлі Лінк, «Гра розгрому та відновлення»
- 2017 — Кетрінн Валенте, «Майбутнє — синє»
- 2018 — Чарлі Джейн Андерс, «Не висувайте звинувачення, і я не буду подавати до суду»
- 2019 — Анналі Ньюїц, «Коли робот і ворона врятували східний Сент-Луїс»
- 2020 — Сюзанна Палмер, «Ватерлінії»
- 2021 — Ребека Кемпбелл, «An Important Failure»
- 2022 — Нало Гопкінсон, «Broad Dutty Water: A Sunken Story»
- 2022 — Саманта Міллс, «Rabbit Test»